# Stone Ridge (Wirginia)
Stone Ridge – jednostka osadnicza w Stanach Zjednoczonych, w stanie Wirginia, w hrabstwie Loudoun.